# Sèrie GeForce 30
La sèrie GeForce 30 és un conjunt d'unitats de processament gràfic (GPU) dissenyades i comercialitzades per Nvidia, succeint a la sèrie GeForce 20. La sèrie GeForce 30 es basa en l'arquitectura Ampere, que inclou nuclis de traçat de raigs (RT) de segona generació de Nvidia i nuclis Tensor de tercera generació. A través de Nvidia RTX, el traçat de raigs habilitat per maquinari és possible a les targetes de la sèrie GeForce 30.
La línia, dissenyada per competir amb la sèrie de targetes Radeon RX 6000 d'AMD, consta del RTX 3050 de nivell d'entrada i anteriorment exclusiu per a portàtils i RTX 3050 Ti exclusiu per a portàtils, RTX 3060 de gamma mitjana, RTX 3060 Ti de gamma mitjana superior., RTX 3070 de gamma alta, RTX 3070 Ti, RTX 3080 10 GB, RTX 3080 12 GB i entusiastes RTX 3080 Ti, RTX 3090 i RTX 3090 Ti. Aquesta és l'última generació de Nvidia que té suport oficial per a Windows 7 i 8.x, ja que els darrers controladors disponibles per a aquesta generació requereixen Windows 10.
La sèrie GeForce 30 va començar a enviar-se el 17 de setembre de 2020. El llançament inicial, format per RTX 3070, RTX 3080 i RTX 3090, es va produir durant l'escassetat global de xips 2020-2023, donant lloc a una escassetat generalitzada i notable de la sèrie en conjunt que va durar des del llançament de la sèrie fins al 2022.
La sèrie GeForce 30 va ser succeïda per la sèrie GeForce 40, impulsada per la microarquitectura Ada Lovelace, que es va llançar per primera vegada el 2022.

## Problemes de llançament i disponibilitat

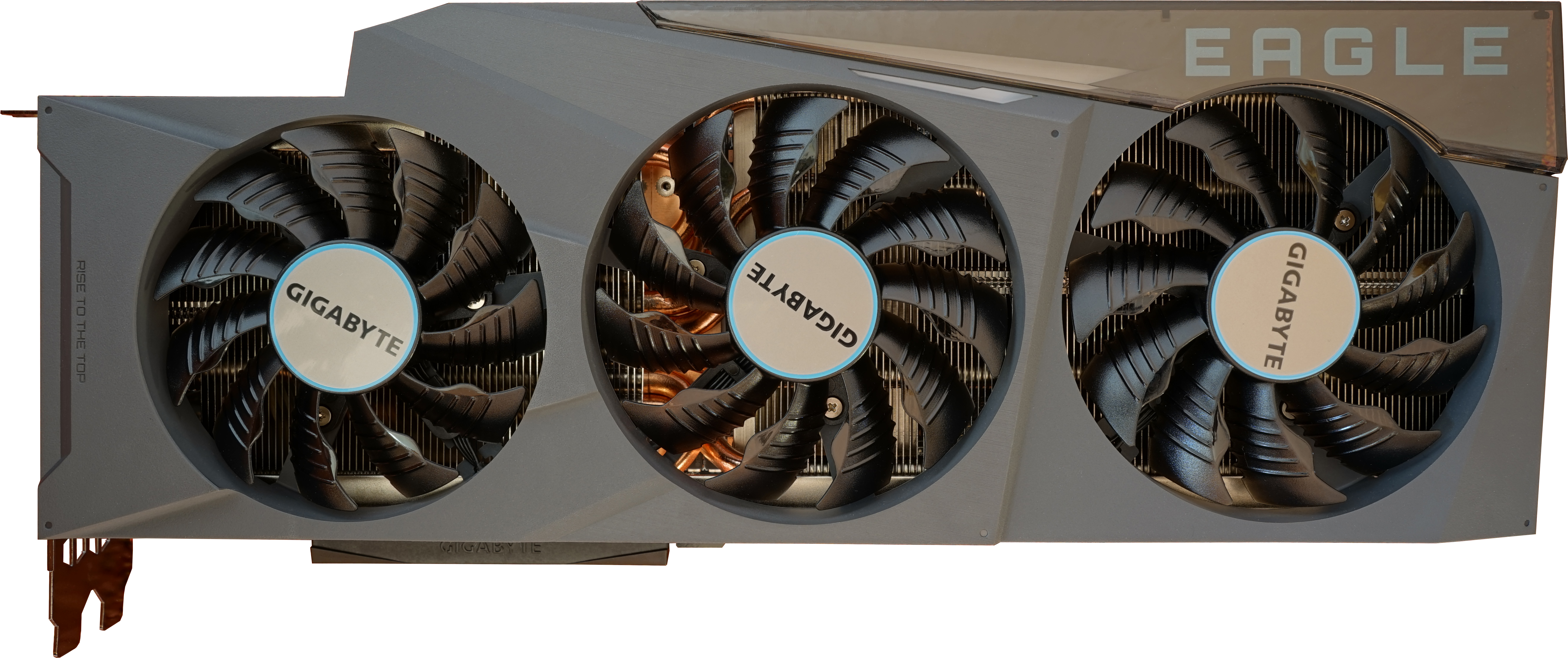
Una variant del mercat secundari de la RTX 3090, feta pel fabricant Gigabyte

El dia de llançament de l'RTX 3080 va ser el 17 de setembre de 2020. La manca de funcionalitat de pre-comandes i l'alta demanda agreujada per la pandèmia de la COVID-19 i l'augment del scalping, van donar lloc a que un gran nombre de comerciants en línia lluitessin amb el gran nombre de compres. Newegg s'havia esgotat completament com s'esperava el Black Friday. Es van formar llargues cues fora de les botigues físiques amb estoc, com Micro Center als Estats Units i ja (Thirdwave Group) al Japó. Els usuaris de Twitter van informar que van utilitzar robots per comprar un gran nombre de targetes per revendre a preus més alts.

## Detalls
Les millores arquitectòniques de l'arquitectura Ampere inclouen les següents:
- Capacitat de càlcul CUDA 8.6
- Samsung 8 Procés nm 8N (dissenyat a mida per a NVIDIA)
- Rendiment FP32 duplicat per SM a les GPU Ampere
- Nuclis de tensor de tercera generació amb FP16, bfloat16, TensorFloat-32 (TF32) i acceleració de dispersió
- Nuclis de traçat de raigs de segona generació, a més de traçat de raigs i ombrejat i càlcul simultània
- Suport de memòria GDDR6X (Versió RTX 3060Ti GDDR6X, RTX 3070 Ti, RTX 3080, RTX 3080 12 GB, RTX 3080 Ti, RTX 3090, RTX 3090 Ti)
- PCI Express 4.0
- NVLink 3.0 (RTX 3090, RTX 3090 Ti)
- HDMI 2.1 compatible amb FRL6 (48 Velocitat de transmissió Gbit/s
- PureVideo Feature Set K descodificació de vídeo de maquinari amb descodificació de maquinari AV1